# Régence Hamaj
La régence Hamaj ( arabe : وصاية ٱلهمج wiṣāyat ul-Hamaj ) était un ordre politique actif de 1762 à 1821 dans la région du centre du Soudan moderne. Pendant cette période, la famille régnante du sultanat Funj de Sennar a continué à régner, alors que le pouvoir réel était exercé par les régents.

## Origines
Les Shankalla sont un clan de gens établi dans le haut Nil Bleu, entre Sannar et Éthiopie  à une date  antérieure à l'arrivée des Arabes dans cette partie du Soudan. Leur langue fait partie de la branche komane de la famille linguistique soudanaise. Ils étaient souvent la cible de raids d'esclaves Funj et le terme «hamaj» est un terme péjoratif (signifiant «racaille») utilisé par les Funj à leur encontre. Les Hamaj sont incorporés au Sultanat Funj de Sennar au XVIIe siècle . La société Funj est divisée par la couleur de la peau et d'autres caractéristiques physiques. Les Funj se sont classés comme « bleus » ( arabe : ازرق azraq ) et ils ont désigné le Hamaj comme « rouge » ( arabe : احمر aḥmar ) . Selon la Chronique Funj, un esclave appelé Hamaj s'est installé au Sennar avec sa famille et ils ont prospéré au point à ce qu'ils obtiennent le pouvoir et le prestige dans le royaume.

## Prise de pouvoir
Le Hamaj arrive au pouvoir sous le règne du sultan Badi IV qui s'est rendu impopulaire parmi l'élite dirigeante en distribuant les terres d'anciennes familles établies à ses nouveaux partisans non-Funj , Noubas et autres. Sa  politique consiste à moins s'appuyer sur l'aristocratie militaire traditionnelle Funj et davantage sur les armées d'esclaves. Badi place ses forces militaires sous le commandement du général Hamaj Muhammad Abu Likayik, qu'il nomme shaykh ( gouverneur) du Kordofan en 1747. Lorsque la nouvelle du règne  arbitraire de Badi parvient aux armées Funj du Kordofan, elles le déposent. Ils traversent le Nil Blanc pour retourner dans le territoire central de Funj à Alays, où ils sont rejoints par le fils de Badi, Nasir . Ils avancent au Sennar et l'encerclent, mais acceptent que Badi puisse partir. Abu Likaylik  installe alors Nasir comme sultan et la régence a commence .

## Règle Hamaj
Les soixante années de régence Hamaj sont caractérisées par des conflits internes constants, à la fois entre les sultans Hamaj et Funj et entre différents membres de la famille d'Abu Likayik.
Huit ans après avoir installé Nasir comme sultan, Abu Likayik le destitue et le bannit. Lorsqu'il apprend que Nasir conspire pour regagner son trône, il le fait exécuter. Quand Abu Likayik meurt en 1776 ou 1777, il est remplacé comme régent par son frère, Badi walad Rajab. Une fois de plus, le sultan Funj au pouvoir, Ismail, conspire sans succès pour destituer le régent. Ismail est banni à Suakin et son fils Adlan II est fait sultan à sa place .
Certains des fils d'Abu Likayik se  rebellent contre Badi walad Rajab en alliance avec Adlan II, et le tuent. L'un des fils, Rajab, assume alors la régence. Au cours de sa régence, les Hamaj font face à leur plus grande crise lorsque les Funj essayent de les renverser. En 1784-1785, alors que Rajab est en campagne au Kordofan, le sultan Adlan II  mène un coup d'État contre le frère de Rajab qui régne en tant qu' adjoint à Sennar. De retour de l'ouest, Rajab est tué  en novembre 1785 lors de la bataille de Taras contre les forces de Funj. La restauration d'Adlan est  de courte durée. En 1788-1789, les Hamaj le battent à nouveau, rétablissent leur régence et il meurt peu après. La campagne de Rajab en 1785 marque la fin des tentatives des Hamaj de contrôler le Kordofan, qui en 1787 est  conquis par le Sultanat Keira du Darfour, qui a exercé un contrôle effectif sur l'ensemble du territoire situé à l'ouest du Nil blanc. Le début de la perte de territoire au profit de l'État du Funj débute en 1821, avec les sultans et les régents qui ne contrôlent plus grand-chose en dehors de la ville de Sennar elle-même.
La guerre civile continue cependant alors que le nouveau régent Nasir trouve sa position contestée par deux de ses frères, Idris et Adlan. Après plusieurs mois de combats, il est tué en 1798, dans un acte de vengeance, par le fils du régent Badi walad Rajab, qui venge son père. Idris et Adlan deviennent co-régents. Idris se distingue par sa réputation de justice et de gentillesse, après sa mort, Adlan règne seul. Son neveu Muhammad, co-régent, conspire contre lui, le renverse et conserve le pouvoir jusqu'en 1808, date à laquelle il est tué par Muhammad, fils du régent Adlan, pour se venger du meurtre de son père. Muhammad wad Adlan réussit à conserver le pouvoir jusqu'en 1821, à la veille de l'invasion turco-égyptienne, lorsqu'il est renversé par son cousin Hasan wad Rajab.

### Liste des régents Funj
- 1762 - 1775/6 : Muhammad Abou Likayik
- 1775/6 - 1780 : Badi wad Rajab
- 1780 - 1786/7 : Rajab wad Muhammad
- 1786/7 - 1798 : Nasir wad Muhammad
- 1798 - 1804 : Idris wad Abu Likayik ou Muhammad
- 1798 - 1804 : Adlan wad Abu Likayik ou Muhammad
- 1798 - 1808 : Muhammad wad Rajab
- 1804 - 1821 : Muhammad wad Adlan [9].

## Dernières années
Alors qu'en 1821 l'armée turco- égyptienne avance vers le sud à travers le Soudan, soumettant diverses tribus et villes au fur et à mesure de leur avancée, le régent Hamaj Muhammad wad Adlan envoie un message de défi à son commandant Ismail Pacha, mais au début d'avril, il est renversé et tué par son cousin Hasan wad Rajab. Au moment où Hasan réprime toute opposition, il est trop tard pour monter une quelconque opposition aux Égyptiens. Hasan s'enfuit à la frontière éthiopienne, laissant le frère du régent assassiné Ali wad Adlan mener les négociations pour la capitulation. Probablement le 12 juin, le dernier sultan Funj Badi VII se soumet  à Ismail et le lendemain, l'armée égyptienne entre à Sennar sans opposition. Les descriptions de la ville qu'ils ont trouvée sont un triste témoignage de la ruine à laquelle les guerres et les conflits sans fin du Hamaj avaient réduit le Sennar, le palais royal était à l'abandon et la mosquée couverte de graffitis.
Peu de temps après avoir pris Sennar, Ismail Pacha soupçonne Ali wad Adlan de déloyauté et le fait pendre. Ismail  traqué aussi Hasan wad Rajab et les assassins du régent Muhammad wad Adlan. Hasan est emprisonné mais traité avec indulgence mais beaucoup de ses confédérés sont exécutés par empalement. Ismail libère Hasan wad Rajab de prison et celui-ci l'accompagne dans une expédition à Fazughli, près de la frontière éthiopienne, faisant des raids pour les esclaves avec la  la cavalerie Hamaj aux côtés des Égyptiens . En 1822, Ismail Pacha est tué par les Jaaliyyin à Shendi. Des rébellions éclatent dans tout le centre du Soudan, mais sont réprimées par les garnisons égyptiennes le long du Nil. Hasan wad Rajab  mène une rébellion mais est tué en les combattant lors de la bataille d'Abu Shawka, au sud du Sennar.
Idris Muhammad Adlan Abu Likaylik est un chef Hamaj  seigneur des montagnes Funj près de la frontière éthiopienne. Il ne se soumet pas à la domination égyptienne jusqu'en 1826, date à laquelle Ali Khurshid Bey, gouverneur égyptien de Sennar provoque sa réconciliation avec le nouveau régime. Il est nommé shaykh des montagnes Funj, où il  reste en fonction jusqu'en 1851, date à laquelle le gouverneur général Abdul Latif Pacha le destitue et le remplace par son neveu Adlan. Par la suite, alors que les Égyptiens mremanient régulièrement le gouvernement local, les membres du clan Hamaj ont peu d'influence dans la vie publique soudanaise.